# Iba (bóstwo)
Iba (Karanawa) – "władca nieba", wszechpotężne bóstwo zamieszkujące wysokie niebiosa, stwórca ziemi i nieba czczony przez indian Shipibo. Jego świtę tworzą wszystkie jaszczurki i węże i groźny jaguar wpływający na kierunek pośmiertnej wędrówki dusz. Podczas susz szamani kierowali do Iby prośby o wywołanie opadów deszczu.